# Achille Georges Vigier
Pour les articles homonymes, voir Vigier.
Achille Georges Hippolyte, vicomte Vigier (Paris, 11 mars 1825 - 20 octobre 1882) est un acclimateur et grand amateur de plantes exotiques, créateur d'un important jardin botanique à Nice, le parc Vigier. 

## Biographie
De nombreuses espèces de palmiers furent cultivées à la Villa Valetta, la villa Camille-Amélie et à la Villa Vigier. Le premier Phoenix canariensis de France fut acclimaté chez lui. Il était le petit-fils de Louis-Nicolas Davout et de Pierre Vigier, fils d'Achille Vigier (1801-1868) maire de Savigny-sur-Orge et demi-frère du photographe Joseph Vigier. 
Il épousa la cantatrice niçoise Sophie Cruvelli.
Il est inhumé au cimetière du Père-Lachaise (38e division).